# Москера, Мабель
Мабель Москера Мена (исп. Mabel Mosquera Mena; род. 1 июля 1969, Кибдо) — колумбийская тяжелоатлетка, выступавшая в весовой категории до 53 килограммов. Бронзовый призёр Олимпийских игр и участница чемпионатов мира.

## Биография
Мабель Москера Мена родилась 1 июля 1969 года.

## Карьера
На взрослом чемпионате мира 2001 года в Анталье Мабель Москера выступала в весовой категории до 53 килограммов. Она подняла 85 кг в рывке и 105 кг в толчке; итогового результата 190 килограммов ей хватило для того, чтобы стать шестой.
На чемпионате мира 2002 года в Варшаве Москера вновь выступала в категории до 53 килограммов. В рывке она улучшила свой прошлогодний результат на 5 килограммов, а в толчке — на 10 килограммов, однако всё равно осталась без медали, финишировав на четвёртом месте.
На предолимпийском чемпионате мира 2003 года в Ванкувере Москера заняла пятое место, подняв в сумме 200 килограммов. Это на пять килограммов меньше прошлогоднего результата.
Мабель Москера вошла в состав сборной Колумбии на Олимпийские игры в Афинах 2004 года, где выступала в категории до 53 килограммов. Она подняла 87,5 кг в рывке и 110 кг в толчке, показав суммарный результат 197,5 кг. Несмотря на то, что на двух чемпионатах мира она поднимала больше, Москера стала бронзовым призёром Олимпийских игр.